# Medinakonstitutionen
Medinakonstitutionen (arabiska: دستور المدينة, Dastūr ul-Madīnah eller صحيفة المدينة Ṣaḥīfat ul-Madīnah), utarbetades av den islamiska profeten Muhammed. Det utgjorde ett formellt avtal mellan Muhammed och alla de stora stammarna och familjerna i Yathrib (senare känd som Medina), inklusive muslimer, judar, kristna och hedningar. Denna författning låg till grund för den första islamiska staten. Dokumentet skapades för att få ett slut på striderna mellan klanerna Aws och Khazraj inom Medina. För detta ändamål är ett antal rättigheter och skyldigheter instiftade för de muslimska, judiska, kristna och hedniska samhällena av Medina, som för dem tillsammans i en islamiska församling (umma).
Den exakta datering av konstitutionen av Medina är osäker, men i allmänhet är forskare överens om att det skrevs kort efter Hijra (år 622). Den grundade den första islamiska staten. Konstitutionen etablerade: säkerheten i samhället, religionsfrihet, rollen av Medina som ett haram eller helig plats (uteslutning av våld och vapen), kvinnors säkerhet och rättigheter, stabila stam-relationerna inom Medina, ett skattesystem för att kunna stödja samhället i tider av konflikt/krig, parametrar för exogena politiska allianser, ett system för att bevilja skydd för enskilda, ett rättsligt system för att lösa tvister, samt regleringen av utbetalningar för blodspengar (betalningen mellan familjer eller stammar som ersättning för att någon dödats, i stället för tillämpning av lex talionis) och qisas.